# 덕안항공
덕안항공(영어: Daily Air, 중국어: 德安航空)는 대만의 항공사로 1993년에 설립했으며 허브 공항으로는 가오슝 국제공항을 사용하고 있다.

## 보유 기종
- 2019년 12월 기준으로 덕안항공은 다음과 같은 기종을 보유하고 있다.[1]

### 퇴역 기종
- 벨 412 2대
- 벨 430 1대
- 도니어 228 3대

## 같이 보기
- 대만의 기업 목록
- 대만의 항공사 목록
- 대만의 공항 목록
- 대만의 교통